# ميخائيل برايس (كاتب)
ميخائيل برايس (بالإنجليزية: Michael Price)‏ هو كاتب سيناريو أمريكي، (ولد في ساوث بلينفيلد في الولايات المتحدة 1958  م).

## وصلات خارجية
- ميخائيل برايس على موقع IMDb (الإنجليزية)
- ميخائيل برايس على موقع ألو سيني (الفرنسية)
- ميخائيل برايس على موقع قاعدة بيانات الفيلم (الإنجليزية)